# Classe Graf Zeppelin
A Classe Graf Seppelin foram quatro porta-aviões Kriegsmarine alemães planejadas em meados da década de 1930 pelo Grande Almirante Erich Raeder como parte do programa de rearmamento Plano Z, depois da Alemanha e Grã-Bretanha assinaram o Acordo Naval Anglo-Germânico. Eles foram planejando-o após um estudo aprofundado de modelos japoneses operados; no entanto, os arquitetos navais alemães entraram em dificuldades devido à falta de experiência na construção de tais navios, as realidades situacionais de operações de transporte no Mar do Norte e da falta de clareza geral em objetivos da missão dos navios. Esta falta de clareza levou a características tanto eliminados ou não incluídas nos projetos transportadora americanos e japoneses. Estes incluíram um complemento de armas de fogo de tipo cruiser para o comércio invasão e defesa contra cruzadores britânicos. Transportadoras americanas e japonesas, desenhadas ao longo das linhas de defesa da força-tarefa, usam apoio cruzadores para o poder de fogo de superfície, o que permitiu que as operações de voo para continuar sem interrupção e manteve portadores de risco indevido de dano ou afundar de ação de superfície.
Uma combinação de luta política entre a Kriegsmarine e Luftwaffe, disputas dentro das fileiras de interesse minguante da própria Kriegsmarine e Adolf Hitler todos conspiraram contra os transportadores. A escassez de trabalhadores e materiais desacelerou construção ainda mais e, em 1939, Raeder reduziu o número de navios de quatro para duas. Mesmo assim, a Luftwaffe treinados sua primeira unidade de pilotos para o serviço de suporte e preparou-o para operações de voo. Com o advento da Segunda Guerra Mundial, as prioridades deslocado para a construção de submarinos; uma transportadora, Flugzeugträger B, foi quebrado na rampa de lançamento, enquanto o trabalho do outro, Flugzeugträger A (batizado Graf Zeppelin) foi mantido provisoriamente, mas suspensa em 1940. A unidade de ar prevista para ela foi dissolvida nesse momento.
O papel das aeronaves na Batalha de Taranto, a busca do encouraçado Bismarck alemão, o ataque a Pearl Harbor e da Batalha de Midway demonstraram conclusivamente a utilidade do porta-aviões na guerra naval moderna. Com a autorização de Hitler, o trabalho recomeçou no transportador restante. O progresso foi novamente adiada, desta vez pela demanda por aviões mais recentes projetados especificamente para uso transportadora e a necessidade de modernização do navio em função da evolução do tempo de guerra. desencanto de Hitler com o desempenho de unidades de superfície da Kriegsmarine levou a uma paralisação final do trabalho. O navio foi capturado pela União Soviética no final da guerra e afundado como um navio-alvo, em 1947.

## Design e construção
Depois de 1933, a Kriegsmarine começou a examinar a possibilidade de construir um porta-aviões. Wilhelm Hadeler tinha sido assistente do Professor de Construção Naval da Universidade Técnica de Berlim por nove anos, quando foi nomeado para elaborar desenhos preliminares para um porta-aviões, em abril de 1934. Primeiro projeto de Hadeler era um navio de 22.000 longo ton (22.000 t), que poderia levar 50 aeronaves e vapor a 35 nós (65 km / h; 40 mph). O Acordo Naval Anglo-Germânico, assinado em 18 de Junho de 1935, permitiu que a Alemanha para construir porta-aviões com deslocamento total de até 38.500 toneladas, Embora a Alemanha foi limitada a 35% da tonelagem britânica totais em qualquer categoria de navio de guerra. A Kriegsmarine, então, decidiu escalar para trás o projeto de Hadeler para 19.250 toneladas longas (19.560 t), o que permitiria a construção de dois navios dentro do limite de 35%.
A equipe de design decidiu que a nova operadora teria de ser capaz de se defender contra os combatentes de superfície, o que exigiu a proteção armadura para o padrão de um cruzador pesado. Uma bateria de dezesseis 15 cm (5,9 in) armas foram consideradas suficientes para defender o navio de destruidores. Em 1935, Adolf Hitler anunciou que a Alemanha iria construir porta-aviões para fortalecer a Kriegsmarine. Um oficial da Luftwaffe, um oficial da Marinha, e um construtor visitou o Japão no Outono de 1935 para obter modelos de equipamentos de cabina de pilotagem e inspecionar o porta-aviões japoneses Akagi. Os alemães também tentaram em vão examinar o HMS transportadora britânica Furious.
A quilha do Graf Zeppelin foi estabelecido em 28 de dezembro de 1936, na rampa de lançamento que, recentemente, ocupava o couraçado Gneisenau. O navio foi construído pelo estaleiro Deutsche Werke em Kiel. Dois anos mais tarde, Großadmiral (Grande Almirante) Erich Raeder apresentou um programa de construção naval ambicioso denominado Plano Z que iria construir a Kriegsmarine a um ponto onde ele poderia desafiar a Marinha Real Britânica no Mar do Norte. No âmbito do Plano Z, em 1945, como parte da força equilibrada a Marinha teria quatro transportadores; o par de Graf Zeppelin navios da classe foram os dois primeiros no plano. Hitler aprovou o programa de construção em 1 de Março de 1939. Em 1938, um segundo porta, ordenou sob o nome provisório "B", foi previsto no estaleiro Germaniawerft em Kiel. Graf Zeppelin foi lançada em 8 de Dezembro de 1938.

## Aeronave
O papel esperado da classe Graf Zeppelin foi o de uma plataforma marítima de aferição e seu grupo aéreo inicialmente previsto refletiu que a ênfase: 20 Fieseler Fi, 167 biplanos para scouting e torpedo ataque, 10 Messerschmitt Bf, 109 lutadores, 13 Junkers Ju, 87 bombardeiros de mergulho. Isso foi mais tarde alterado para 30 Bf, 109 lutadores, 12 Ju, 87 bombardeiros de mergulho como doutrina transportadora no Japão, Grã-Bretanha e os Estados Unidos se afastou de direitos puramente de reconhecimento para com missões de combate ofensivas.
No final de 1938, a Technische Amt RLM (Gabinete Técnico do Ministério da Aviação Reichsluftfahrtministerium ou Estadual) solicitou que o Messerschmitt departamento do projeto Augsburg elaborar planos para uma versão transmitida por portador do lutador Bf 109E, a ser designado Bf 109T (o "T "em pé de Träger ou Carrier). Até dezembro de 1940, o RLM decidiu completar apenas sete Bf 109T-1s equipado operadoras e para terminar o restante como T-2s terrestres desde o trabalho na Graf Zeppelin tinha deixado para trás em abril e parecia haver pouca probabilidade de que ela faria em seguida, ser encomendado qualquer momento em breve. Quando o trabalho na Graf Zeppelin cessou, os T-2s foram mobilizados para a Noruega. No final de 1941, quando o interesse em completar Graf Zeppelin revivido, o Bf sobrevivendo 109 T-2s foram retirados de serviço de linha de frente, a fim de prepará-los novamente para o serviço de suporte possível. Sete T-2s foram reconstruídas com os padrões T-1 e entregues ao Kriegsmarine em 19 de maio de 1942. Em dezembro, um total de 48 Bf 109T-2s havia sido convertido novamente em T-1s. 46 destes foram estacionados em Pillau na Prússia Oriental e reservado para uso a bordo do porta. Em fevereiro de 1943, no entanto, todos os trabalhos no Graf Zeppelin tinha cessado ea aeronave foram devolvidos ao serviço de Luftwaffe em abril.